# Hutir-Hmilna, Kaniv
Hutir-Hmilna (în ucraineană Хутір-Хмільна) este un sat în comuna Hmilna din raionul Kaniv, regiunea Cerkasî, Ucraina.

## Demografie
Componența lingvistică a localității Hutir-Hmilna
     Ucraineană (97,63%)
     Rusă (2,37%)
Conform recensământului din 2001, majoritatea populației localității Hutir-Hmilna era vorbitoare de ucraineană (97,63%), existând în minoritate și vorbitori de rusă (2,37%).